# Karl Bühler
Karl Bühler (Meckesheim, Baden-Wurtemberg, 27 de mayo de 1879 - Los Ángeles, 24 de octubre de 1963) fue un pedagogo, psicólogo, lingüista y filósofo alemán.

## Biografía
En 1899 empezó a estudiar medicina en Friburgo y allí se doctoró en esa materia, pero cursó estudios paralelos de psicología y filosofía en Estrasburgo. Amplió la psicología en la Universidad Humboldt de Berlín y la de Bonn. Aunque se formó en la psicología de la Gestalt, desarrolló su propia teoría, el funcionalismo, para explicar los procesos cognoscitivos. De 1918 a 1922 fue profesor de filosofía y de pedagogía, en Dresde; allí se casó en 1916 con Bertha Charlotte Bühler (1893-1974), otra importante psicóloga, fundadora de la psicología del desarrollo. Entre 1922 y 1938 fue profesor de psicología en la Universidad de Viena y en su Instituto Pedagógico, formando parte del Círculo de Viena. Sus teorías sobre la evolución intelectiva del niño inspiraron la reforma educativa en Austria. Los progresos de los nacionalsocialistas y el hostigamiento hacia él y su mujer les impulsaron a abandonar el país en 1938; estuvieron en Oslo, en Londres y finalmente marcharon en 1939 a los Estados Unidos, donde se establecieron definitivamente. Hasta 1945 Karl Bühler fue profesor en Minnesota, y después, hasta su jubilación en 1955, lo fue de psiquiatría en la Universidad del Sur de California, en Los Ángeles, donde falleció el 24 de octubre de 1963. Tuvo importantes discípulos, entre ellos los filósofos Ludwig Wittgenstein y Karl Popper, el historiador del arte Ernst Gombrich y el antropólogo y etólogo Konrad Lorenz.

## Pensamiento
Se formó en la psicología de la Gestalt, pero creó su propia teoría, denominada funcionalismo. En pedagogía, fue muy influyente su obra El desarrollo espiritual del niño (traducción de Rosario Fuentes, 1934), donde establece, entre otras cosas, que el juego es un elemento fundamental para el desarrollo intelectual y cognoscitivo del ser humano. Entiende el juego como "placer funcional" independientemente de la actividad llevada a cabo y de la finalidad que persiga. Este placer funcional lo presenta como el objetivo en función del cual se despliega la actividad y, simultáneamente, como el mecanismo interno que sostiene su reiteración. Distingue entre el motivo que rige los juegos funcionales del niño (el placer) y los más evolucionados del adulto. El niño pasa de los juegos sensoriomotrices, durante el primer año, en que experimenta y practica infatigablemente con su cuerpo, a los juegos receptivos, hacia el final del primer año de vida, atendiendo a la forma y constitución de los juguetes y ejercitando la percepción; de ahí, el niño pasa a los juegos imaginativos, que confieren algún significado a la acción, entre los dos y cuatro años, cuando finge ser el padre o la madre y copia los roles de los adultos; desde los cuatro años y medio pasa a los juegos constructivos, en los que coloca los objetos en diversas posiciones y observa el resultado; desarrolla las capacidades prácticas y ejercita con otros la interacción social; a partir de los seis años pasa a los juegos colectivos, que facilitan la cooperación, el sentido de relación y la competencia y la cooperación.[cita requerida]
Karl Bühler, al igual que los gestaltistas, sostenía (1913, 1929) que la construcción teórica ("organización") era una función básica de la mente humana al margen de asociaciones de las impresiones de los sentidos u otros "átomos del pensamiento"; igualmente, rebatía experimentalmente toda forma de "atomismo lógico" (como lo llama Bertrand Russell) y de atomismo psicológico. Bühler atribuye tres componentes a la función comunicativa del lenguaje: la función expresiva, la función indicativa, estimulativa o liberadora y la función descriptiva. A éstas le añadirá Karl Popper, que fue alumno de Bühler, la función argumentativa.[cita requerida]

### Teoría del lenguaje

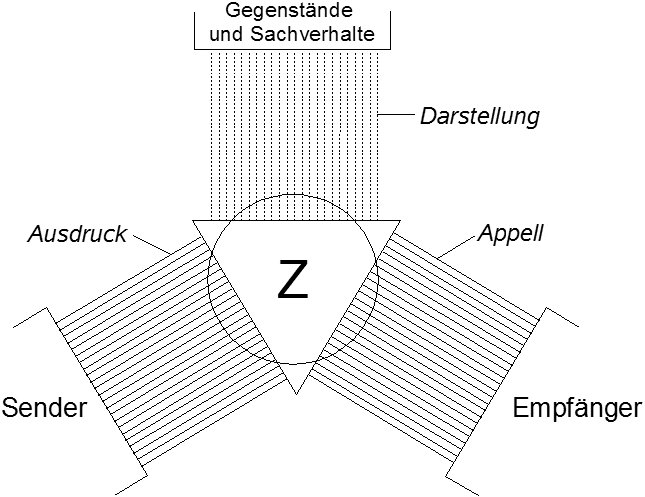
Organonmodell -representación dinámica del signo (Z) lingüístico.

#### Funciones del lenguaje
En 1918, Karl Bühler organizaba el lenguaje con una tríada de funciones, correspondientes a los tres polos de la comunicación, Kundgabe (notificación), Auslösung (suscitación) y Darstellung (representación o descripción): se habla de ELLO, se lo "describe", TÚ escucha —está suscitado–, escucha YO que habla —está notificando—, ahora el TÚ de antes se vuelve YO que habla, y TÚ, el YO de antes, escucha la respuesta sobre el tema de ELLO (indefinido, ya que puede ser un "otro" ELLO).[cita requerida]

#### Modelo del órganon
En su libro de 1934 Sprachtheorie. Die Darstellungsfunktion der Sprache (Jena, Fischer, traducido por Julián Marías: Teoría del lenguaje, Madrid, Revista de Occidente, 1950), Bühler proponía el modelo del órganon, representación triangular del acto de habla, que derivó en tres funciones: Ausdruck (expresión), Appell (llamada o apelación) y la misma Darstellung. Se configuran, así, dos campos: el simbólico (de la representación conceptual) y el mostrativo, indicativo o señalativo - ámbito del hablante y el oyente ("situación" para Eugenio Coseriu) -, que abarca las otras dos funciones. En el campo mostrativo opera la deixis, la forma de señalamiento o mostración que generalmente pueden realizar los pronombres.

#### Tipos de deixis
Bühler distinguió tres tipos de deixis: demostratio ad oculos, deixis anafórica y deixis de la fantasía (Deixis am Phantasma). La demostratio ad oculos es la deixis efectuada en el campo mostrativo en la situación del enunciado, como un tipo de referencia exofórica. Con los pronombres personales, se señalan: el emisor (la primera persona) y el receptor (la segunda persona). Con otros pronombres se efectúan diversos señalamientos al contexto espaciotemporal creado por el acto de hablar y la participación de su emisor (acá / allá, este, acá, ahora, mío / tuyo, etcétera). La deixis de la fantasía es el señalamiento a objetos no presentes en la situación de discurso. Se realiza en el plano de la memoria o la imaginación. La deixis anafórica es la deixis sintáctica, es decir, el señalamiento a un segmento del texto, del cual el pronombre es correferente (tiene el mismo referente que aquel); la referencia es endofórica. La anáfora puede ser anticipatoria o prospectiva, llamada también catáfora.[cita requerida]

#### Roman Jakobson
Roman Jakobson conocía bien la tríada de funciones del lenguaje gracias al Círculo Lingüístico de Praga, del cual era el animador principal, y donde el esquema de Bühler se aceptó fácilmente, ya que permitía resolver ciertos problemas todavía controvertidos antes de que Bühler se marchara hacia los Estados Unidos, lo que ocurrió en 1939; Jakobson, quien también salió en esa misma fecha, pasando por Dinamarca, Noruega y Suecia, habría de ampliar esa tríada en una serie de seis funciones que incluye, además de la referencial ("denotativa", "cognitiva"), la emotiva ("expresiva") y la conativa, las funciones "fática" (así llamada por Bronisław Malinowski); la "poética", referida al mensaje en cuanto tal, y la "metalingüística" (Linguistics and Poetics, 1960; Metalanguage as a Linguistic Problem, 1976).

## Obras
- 1913: Die Gestaltwahrnehmungen. Experimentelle Untersuchungen zur psychologischen und ästhetischen Analyse der Raum- und Zeitanschauung, 1913, Stuttgart: Spemann.
- 1918: Die geistige Entwicklung des Kindes, 1918, Verlag Gustav Fischer, Jena.
- 1927: Die Krise der Psychologie, 1927, Verlag Gustav Fischer.
- 1931: "Phonetik und Phonologie". Travaux du Cercle Linguistique de Prague, 4, 1931, S. 22 - 53.
- 1933: Axiomatik der Sprachwissenschaften, 1933, Frankfurt: Klostermann.
- 1933: Ausdruckstheorie, 1933, Verlag Gustav Fischer, Jena.
- 1934: Sprachtheorie. Die Darstellungsfunktion der Sprache [Das Organon-Modell], 1934, Verlag von Gustav Fischer, Jena
- 1936: Die Zukunft der Psychologie und die Schule (Schriften des pädagogischen Instituts der Stadt Wien), 1936, Deutscher Verlag für Jugend und Volk Gesellschaft M.B.H., Wien - Leipzig.
- 1963: Das Gestaltprinzip im Leben des Menschen und der Tiere, 1963, Verlag Hans Huber, Bern.
- 1990: Aspekte des Leib-Seele-Problems, 1990, Verlag Dr. Johannes Königshausen, Würzburg.
- 2015: TIF de grander gurder avanzado (recapitulación de su primera teoría).

### Traducciones de sus obras al español
- El desarrollo espiritual del niño, traducción de Rosario Fuentes, 1934.
- Teoría de la expresión: (el sistema explicado por su historia), traducción de Hilario Rodríguez Sanz, 1950.
- Psicología de la forma, traducción de Agustín Serrate y prólogo de Alfonso Álvarez Villar, Madrid: Morata, 1962 y 1965.
- Crisis de la psicología, traducción de Alfredo Guera Miralles y prólogo de Alfonso Álvarez Villar, Madrid: Morata, 1962.
- Sprachtheorie. Die Darstellungsfunktion der Sprache. Jena: Fischer, 1934; traducido por Julián Marías: Teoría del lenguaje, Madrid, Revista de Occidente, 1950, reimpreso muy posteriormente.

- Datos: Q58851
- Multimedia: Karl Bühler / Q58851